# Thalassarche
Thalassarche es un género de aves procelariformes de la familia de los albatros, que incluye a cinco especies.

## Especies
Tiene descritas cinco especies, y hay otras cuatro propuestas:
- Albatros pico fino o clororrinco - Thalassarche chlororhynchos (Gmelin, 1789)
  - Albatros pico amarillo del Índico - T. c. carteri, en ocasiones considerada una especie aparte (Thalassarche carteri).[3]
- Albatros de cabeza gris - Thalassarche chrysostoma (Forster,JR, 1785)
- Albatros de Buller - Thalassarche bulleri (Rothschild, 1893)
- Albatros de ceja negra u ojeroso - Thalassarche melanophrys (Temminck, 1828)
  - Albatros de Campbell - T. m. impavida, en ocasiones considerada una especie aparte (Thalassarche impavida).[4]
- Albatros de corona blanca o frentiblanco - Thalassarche cauta (Gould, 1841)
  - Albatros de Chatham - T. c. eremita, en ocasiones considerada una especie aparte (Thalassarche eremita).[5]
  - Albatros de Salvin o albatros de frente blanca - T. c. salvini, en ocasiones considerada una especie aparte (Thalassarche salvini).[6]
  - Albatros manto, capa o corona blanca - T. c. steadi, en ocasiones considerada una especie aparte (Thalassarche steadi).[7]